# 蘭坎登
蘭琴登（1379年？—1431年），老撾蘭滄王國的國王，桑森泰王的長子。1421年，蘭琴登繼承其父桑森泰王位，成為蘭滄國王。1431年，蘭琴登在位十一年後去世，其子博隆瑪塔即位，老撾進入了一個長達十年的內亂期。

## 生平
蘭琴登是桑森泰王的長子，其母親是桑森泰的第一王后，阿瑜陀耶國王的女兒婻添（Nang Thaen）。桑森泰去世後，蘭琴登即位，在位十一年。蘭琴登有五個兒子：博隆瑪塔和陶尤空，其餘三人十分年幼，不知道姓名。此外還有一子名為凱逋班，很可能是與陶尤空是同一人。

蘭琴登即位後，向明朝朝貢，得到了明朝的承認，承襲為老撾宣慰使。中國明代文獻似乎將蘭琴登稱為“刀線達”，其父桑森泰則被稱為“刀線歹”。明成祖永樂十九年（1421）四月，刀線歹最後一次出現在《明太宗實錄》中。宣德六年（1431），刀線達最後一次出現在《明宣宗實錄》中。不過根據《明宣宗實錄》的記載，“刀線達”和“刀線歹”可能是同一人，也就是桑森泰。

蘭琴登在位期間，老撾改變了桑森泰時代的與越南的關係。當時越南正處於明朝的統治之下，不滿明朝統治的越南人紛紛起兵反抗。這些人一旦失敗，或逃往老撾，或逃往占城。永樂十五年（1417），越南豪族黎利發動藍山起義反對明朝，向老撾借兵。桑森泰與之結盟，經常派兵幫助黎利。永樂十八年（1420）交阯反明頭目路文律逃往老撾。因路文律厭惡黎利，遂在蘭琴登詆毀黎利，加之明朝的壓力，蘭琴登與黎利決裂。

永樂十九年（1421）冬，蘭琴登以支援藍山軍為名義偷襲並大破藍山軍，導致黎利麾下的愛將黎石戰死。此後，老撾協助明軍圍剿黎利。
1431年，蘭琴登去世，一說53歲，一說64歲。蘭坎登的長子博隆瑪塔繼位，成為蘭滄國王。蘭琴登死後，老撾陷入了一場持續十年的內亂。

## 腳註
1. ↑  《越南史略》（中譯本名《越南通史》），陳仲金著，戴可來譯，商務印書館，1992年出版，151頁
2. ↑  《大越史記全書》吳士連等著，陳荊和編校，东京大学东洋文化研究所附属东洋学文献センター，1984-1986年，520~521頁

| 前任： 桑森泰 | 瀾滄王國國王 1421年—1431年 | 繼任： 博隆瑪塔 |